# 元江路
元江路，元朝时设置的路。
至元二十五年（1288年）设置元江路。属云南行中书省，治所在今云南省元江哈尼族彝族傣族自治县。辖境相当今云南省元江哈尼族彝族傣族自治县、墨江哈尼族自治县、江城哈尼族彝族自治县、绿春县、宁洱哈尼族彝族自治县等地。明朝洪武十五年（1382年）三月，改为元江府。